# Vie et Destin
Vous pouvez partager vos connaissances en l’améliorant (comment ?) selon les recommandations des projets correspondants.
Vie et Destin (en russe : Жизнь и судьба) est un roman de l'écrivain soviétique Vassili Grossman. Achevé en 1962, censuré en Union soviétique, il est publié pour la première fois en 1980, en Occident. Vie et Destin constitue le magnum opus de son auteur. Pour Simon Markish, « par son absolue pureté de ton, par sa totale absence de fausseté, d'artifice, d'affectation, Vie et Destin est une œuvre qui n'a pas d'égale dans la littérature russe de notre temps ».
Second volet de son diptyque sur Stalingrad, il s'agit de l'œuvre majeure de Vassili Grossman dont la rédaction débute dès 1948, bien avant que Pour une juste cause ne soit achevé. L'œuvre est une immense fresque dont le modèle assumé est Guerre et Paix. Centrée sur la bataille de Stalingrad, elle peint la société soviétique pendant la guerre. Le récit de Vie et Destin débute là où s'est arrêté celui de Pour une juste cause, en septembre 1942, et avec les mêmes personnages, pour se terminer vers avril 1943. Si le ton des deux ouvrages est différent, notamment par rapport à la critique du régime stalinien, ils sont du point de vue de la narration et des personnages indissociables.

## Histoire du manuscrit

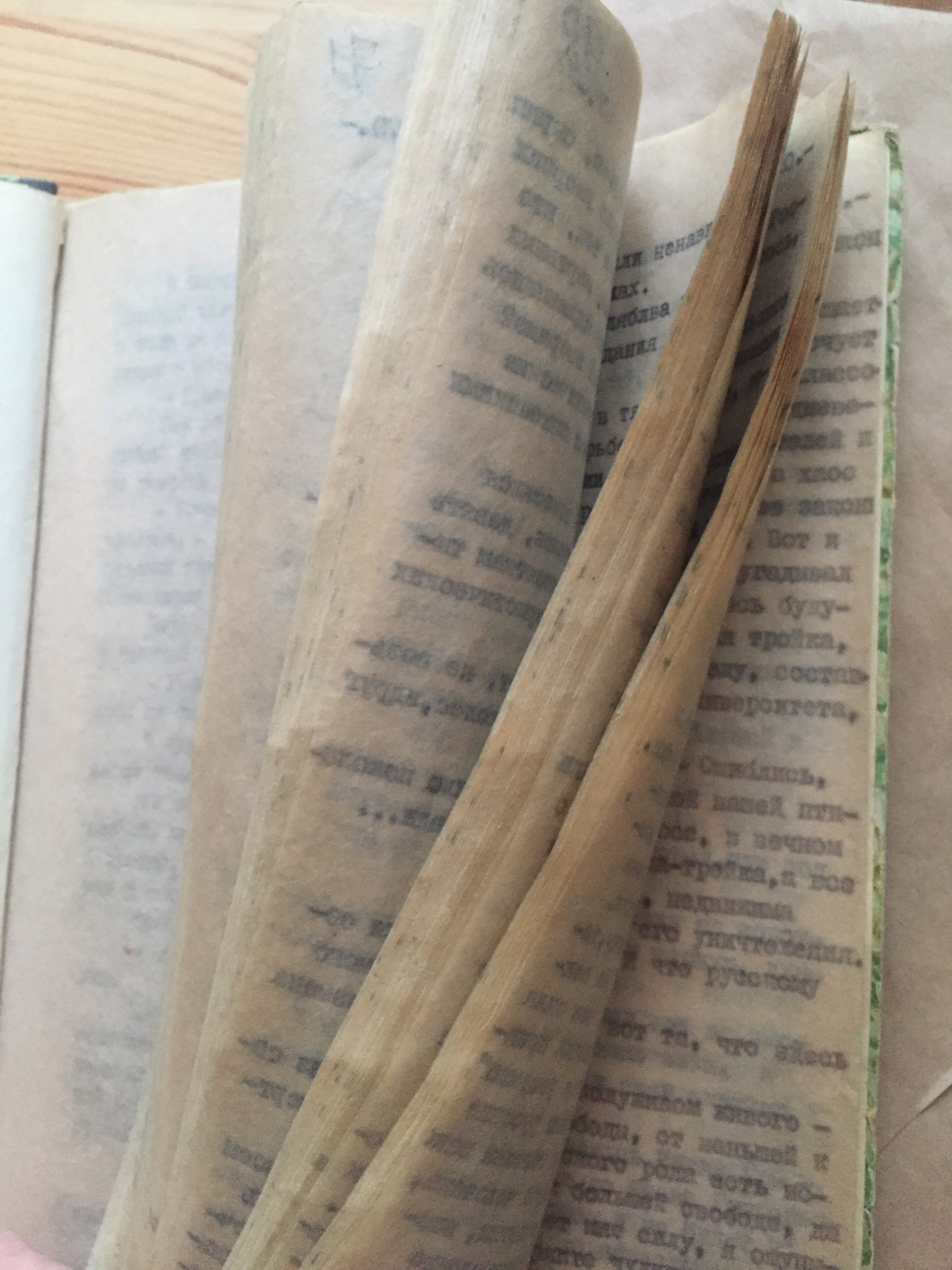
livre

C'est en 1960 que Vassili Grossman finit son grand roman. Il en envoie le manuscrit à Vadim Kojevnikov, rédacteur en chef du mensuel de l’Union des écrivains Znamia. Celui-ci, effaré, transmet le brûlot au KGB, ce que dément sa fille. Quelques jours plus tard, deux officiers en civil du KGB se présentent au domicile de l'écrivain pour « arrêter un livre ». Ils saisissent les copies, les brouillons, et jusqu'aux rubans encreurs des machines à écrire, de peur qu'on puisse s'en servir pour reconstituer le texte. Grossman a cependant placé deux copies du livre en sécurité chez des amis. C'est le seul roman avec L'Archipel du Goulag à être détruit, les autres n'étant pas publiés et pouvant bénéficier du système clandestin de circulation d’écrits dissidents, le samizdat.
Vassili Grossman proteste et écrit en février 1962 une lettre à Khrouchtchev qu'il conclut par ces mots : « Je vous prie de rendre la liberté à mon livre ». À la suite de cette lettre, il obtient en juillet 1962 un entretien avec Mikhaïl Souslov, membre du bureau politique responsable des questions idéologiques. Au cours de cet entretien Souslov lui soutient que son roman est « hostile au peuple soviétique » et que « sa publication aiderait nos ennemis ». Souvlov poursuit en reprochant entre autres à Grossman de faire un parallèle entre le régime soviétique et le nazisme hitlérien, de donner une mauvaise image des communistes, d’éprouver de la sympathie pour la religion, Dieu et le catholicisme, de défendre Trotski et de douter de la légitimité du pouvoir soviétique.
Souslov constatant « le mal immense » qu'a causé au régime le livre de Pasternak déclare qu'il « est absolument évident que Vie et Destin est un texte infiniment plus nocif et dangereux pour nous que Le Docteur Jivago ».
Le roman est donc considéré comme définitivement perdu. Dans les années 1970 pourtant, Semyon Lipkin, poète et ami de Vassili Grossman, retrouve les brouillons miraculeusement conservés de Vie et Destin. Les manuscrits sont alors transférés sur microfilms par Andreï Sakharov et sortis d'URSS par Vladimir Voïnovitch pour être déchiffrés par les professeurs émigrés, Shimon Markish (Genève) et Efim Etkind (Paris). Grâce à leurs efforts, et malgré quelques passages manquants, le roman est enfin publié en Suisse en 1980 chez l'éditeur Vladimir Dimitrijević. Il fallut attendre la glasnost pour qu'il paraisse en URSS en 1989.
En juillet 2013, plus de 50 ans après sa confiscation, le FSB, successeur du KGB, a sorti de ses archives le manuscrit du roman pour le confier au ministre de la culture russe afin qu'il puisse être versé aux archives d’État.

## Les causes de la censure
La critique radicale du stalinisme contenue dans Vie et Destin explique la réaction des censeurs soviétiques. Grossman s'en prend ouvertement à Staline dans certains passages :

« Ce qui se jouait, c'était le sort des Kalmouks, des Tatars de Crimée, des Tchétchènes et des Balkares exilés, sur ordre de Staline, en Sibérie et au Kazakhstan, ayant perdu le droit de se souvenir de leur histoire, d'enseigner à leurs enfants dans leur langue maternelle. […] Ce qui se jouait c'était le sort des Juifs, que l'Armée rouge avait sauvés, et sur la tête desquels Staline s'apprêtait à abattre le glaive qu'il avait repris des mains de Hitler, commémorant ainsi le dixième anniversaire de la victoire du peuple à Stalingrad. »

Plus explicite encore, Grossman dans un dialogue entre un détenu soviétique (Mostovskoï, un vieux bolchevik) et un officier SS (Liss, un représentant d'Himmler dans le camp) place dans la bouche de ce dernier un parallèle entre régimes stalinien et hitlérien :

« Quand nous nous regardons, nous ne regardons pas seulement un visage haï, nous regardons dans un miroir. Là réside la tragédie de notre époque. Se peut-il que vous ne vous reconnaissiez pas en nous ? Que vous ne retrouviez pas votre volonté en nous ? Le monde n'est-il pas pour vous comme pour nous volonté ; y a-t-il quelque chose qui peut vous faire hésiter ou vous arrêter ? [...] Vous croyez que vous nous haïssez, mais ce n'est qu'une apparence : vous vous haïssez vous-mêmes en nous. C'est horrible n'est-ce pas ? »

Singulièrement, ce dialogue entre détenu bolchevik et officier SS a pour origine la découverte d'une lettre écrite par un autre détenu (Ikonnikov) dont le contenu rencontre le mépris des deux hommes. C'est par cette lettre d'Ikonnikov que Vassili Grossman explicite sa position philosophique en regard du bien et du mal autour de la notion de « bonté sans pensée ». Pour Grossman, toute volonté collective et idéologique de faire le bien ne peut que se pervertir et engendrer le mal, le mal est toujours fait au nom du bien : « Là où se lève l'aube du bien, des enfants et des vieillards périssent, le sang coule ». À cela Grossman oppose la « bonté sans pensée » : « Cette bonté privée d'un individu à l'égard d'un autre est une bonté sans témoins, une petite bonté sans idéologie. On pourrait la qualifier de bonté sans pensée. La bonté des hommes hors du bien religieux ou social ».

## Les personnages
Même si l'histoire est centrée sur une famille en particulier, les Chapochnikov, la difficulté du roman tient à la profusion des personnages. Parmi les principaux, on peut noter :
- Strum, Victor Pavlovitch (Vitia) : personnage principal du roman, physicien nucléaire, travaille dans un Institut de recherche, évacué à Kazan au début de la guerre, il regagne Moscou mais voit ses recherches et son poste de chef de laboratoire remis en cause du fait de sa judéité. Il est le fils d'Anna Semionovna Strum, le mari en secondes noces de Ludmila Nicolaievna Chapochnikov et père de Nadia.
- Anna Semionovna Strum : médecin de profession, elle écrit une lettre à son fils Victor Strum depuis son ghetto en Ukraine avant son extermination par les nazis. L'un des passages les plus célèbres du roman.
- Mostovskoï, Mikhaïl Sidorovitch : ancien bolchevik de l'époque révolutionnaire ; prisonnier soviétique dans un camp de concentration nazi en Allemagne après son arrestation à Stalingrad. Il est interrogé par le SS Obersturmbannführer Liss et tente d'organiser une résistance au sein du camp. Il côtoie d'autres prisonniers soviétiques : le major Erchov, Ikonnikov, auteur de la 'confession', Tchernetsov, un vieux menchevik borgne.
- Guetmanov, Dementi Trifonovitch : secrétaire du Parti dans une région d'Ukraine ; commissaire politique d'un corps d'armée de blindés.
- Krymov, Nicolaï Grigorievitch : commissaire politique, conférencier communiste, envoyé à Stalingrad où il aurait manqué de se faire assassiner par le soldat russe Grekov.
- Darenski : lieutenant-colonel de l'état-major de l'artillerie, ancien prisonnier du Goulag, envoyé pour rejoindre l’armée disposée à l’extrême gauche du front, en Kalmoukie.
- Chapochnikova, Lioudmila Nikolaïevna : épouse d'Abartchouck en premier mariage, puis de Strum. Sœur d'Evguénia Nikolaïevna (Génia)
- Evéguénia Nikolaievna (Génia) : sœur cadette de Lioudmila ; aimée de Krymov et de Novikov.
- Novikov : officier supérieur dans les chars.
- Chapochnikov, Anatoli (Tolia) : fils de Lioudmila et de son premier mari Abartchouk, lieutenant dans l'artillerie, blessé au front, meurt après une opération à Saratov.
- Fedorovna, Alexandra Vladimirovna : chimiste dans une savonnerie de Kazan, mère de Lioudmila, d'Evguenia et de Maroussia, décédée, femme de Spiridonov.
- Spiridonov, Stepan Fiodorovicth : directeur de la centrale électrique de Stalingrad.
- Chichakov : responsable scientifique au sein du Parti, supérieur de Strum.
- Levintone, Sofia Ossipovna : médecin-major de l'armée rouge, amie des Chapochnikov, arrêtée dans les faubourgs de Stalingrad en même temps que Mostovkoï, déportée parce que juive, elle accompagne un enfant, David, jusque dans les chambres à gaz
- Karimov, Akhmet Ousmanovitch : ingénieur scientifique de nationalité tatar, qui se lie d'amitié avec Strum à Kazan.
- Sokolov, Maria Ivanovna : épouse de Sokolov ; maîtresse de Strum.
- Grekov : officier à Stalingrad, Maison 6bis. Pourrait avoir tiré sur Krymov.
- Obersturmbannführer Liss : chef du camp de concentration allemand.
- Peter Bach : lieutenant de l'armée allemande.

Le roman comporte en outre des personnages historiques : le maréchal Paulus, Hitler, Eichmann et Staline.

## Adaptations
- Radiophonique : « Vie et Destin », feuilleton réalisé par Christine Bernard-Sugy, France Culture, 2001[9].
- Cinématographique : La Dernière Lettre de Frederick Wiseman, France, 2002.